# 박문호 (축구인)
박문호(한국 한자: 朴文浩, 1990년 9월 4일 ~ )는 대한민국의 전 축구 선수이며, 포지션은 미드필더였다.